# التمرد الصقلي
التمرد الصقلي هو ثورة ضد القيادة الثلاثية الثانية للجمهورية الرومانية التي وقعت بين 44 و36 قبل الميلاد في صقلية. قاد التمرد سكستوس بومبيوس وانتهى بانتصار الحكومة الثلاثية.